# Вальпреде, Иван Осипович
Иван Осипович Вальпреде (1805 — ?) — академик архитектуры Императорской Академии художеств.

## Биография
Родился в 1805 году.
В 1816 году был принят в Императорскую Академию художеств вольным пенсионером.
В 1832 году Академией художеств Вальпреде было дано звание свободного художника за «проект инвалидного дома на 60 человек», в 1840 году — «назначенный», в 1842 году получил звание академика за «проект вододейственного несгораемого оружейного завода».
В Новочеркасске работал с 1847. Ему принадлежит планировка центра города и проект установки памятника М. И. Платову (1853) в Атаманском сквере. По его проектам построены Гостиные ряды (1850-е, сохр. правое крыло) и Дом атамана (Атаманский дворец, 1863). Он автор второго (неосуществленного) проекта Вознесенского кафедрального войскового собора и член комиссии по его постройке (1847-69). Автор и строитель войскового госпиталя, каменной кладбищенской церкви во имя Димитрия Солунского (1864); перестраивал дом Александровского приюта на ул. Атаманской (не сохранился).
Умер в 1870-х годах.

## Работы
- Атаманский дворец, Новочеркасск, 1863 год. Стиль — эклектика (ампир+поздний классицизм). Объект культурного наследия регионального значения. До 1920 года являлся резиденцией атамана Всевеликого Войска Донского, а также императора и других высочайших особ в дни их пребывания на Дону. Во время Гражданской войны здесь находился штаб руководителей контрреволюции. В Советское время здесь располагалась городская власть. В марте 2001 года здание было отдано музею истории Донского казачества и в настоящее время является его филиалом.
- Вознесенский собор, Новочеркасск, 1850—1869 годы (вторая версия)[1].
- Кладбищенская церковь Димитрия Солунского, Новочеркасск, 1861—1864 годы. Стиль — русский. Объект культурного наследия регионального значения.
- Церковь Рождества Пресвятой Богородицы, Малый Мишкин, 1856—1865 годы[2]. Построена на средства внучки атамана Платова — княгини Марфы Ивановны Голицыной[3].
- Храм во имя иконы Божьей Матери «Живоносный источник»[4], Петровка, 1858 год[5].

- Фотографии
- Храм в Петровке
- Атаманский дворец
- Свято-Димитриевский храм